# Igor Gorynin
Igor Vasilievich Gorynin (em russo:  Игорь Васильевич Горынин; Leningrado, 10 de março de 1926 – 9 de maio de 2015) foi um metalurgista russo, criador de diversas novas ligas de titânio e alumínio, e aços para reatores nucleares.

## Prêmios e condecorações
- Prêmio Lenin 1963
- Ordem de Lenin 1981